# 10730 White
10730 White (1987 SU) là một tiểu hành tinh vành đai chính được phát hiện ngày 19 tháng 9 năm 1987 bởi E. Bowell ở trạm Anderson Mesa thuộc Đài thiên văn Lowell.